# El Quisco
El Quisco este o comună din provincia San Antonio, regiunea Valparaíso, Chile, cu o populație de 11.329 locuitori (2012) și o suprafață de 50,7 km2.